# بالازو كانافيزي
بالازو كانافيزي هي بلدية في مدينة تورينو الحضرية، في منطقة بيمنتة الإيطالية، وتقع على بعد حوالي 50 كيلومتر (31 ميل) شمال شرق تورينو .
يقع بالازو كانافيزي على حدود البلديات التالية: Bollengo،بيفروني، مانيانو، ألبيانو ديفريا وازيليو.